# Judith Lefeber
Judith Madhavi Lefeber (* 14. März 1981 in Manipal, Karnataka, Indien) ist eine deutsche Sängerin und Musicaldarstellerin. Sie wurde 2003 durch die erste Staffel der Castingshow Deutschland sucht den Superstar bekannt.

## Biografie
Lefeber wurde in Indien geboren und im Alter von sechs Monaten von deutschen Eltern adoptiert; sie wuchs in Rheda-Wiedenbrück auf. Im Alter von vier Jahren erhielt sie Klavier- und Ballettunterricht. Bis zu ihrem 14. Lebensjahr sang sie im Chor der Mädchenkantorei St. Aegidius in Wiedenbrück und erhielt daneben drei Jahre lang Gesangsunterricht. 1997 belegte sie im Regionalwettbewerb Jugend musiziert in ihrer Altersklasse im Bereich Gesang (Sopran) einen zweiten Platz. Nach der Mittleren Reife vertiefte sie ihre Gesangsausbildung und studierte als Jungstudentin an der Musikhochschule Detmold Gesang (Mezzosopran) und Klavier. Später wechselte sie zur Folkwang-Hochschule in Essen.
Bei der Castingshow Deutschland sucht den Superstar, bei der sie die Jury zunächst mit Greatest Love of All überzeugte, kam Lefeber 2002 unter die letzten zehn Kandidaten, stieg aber in der dritten Liveshow wegen nach eigenen Angaben psychischer Belastungen freiwillig aus, obwohl sie in den ersten beiden Shows den ersten Platz belegt hatte.
2003 kam ihr Debütalbum In My Dreams auf den Markt. Die beiden Singles I Will Follow You und Everybody Does wurden ausgekoppelt. Es folgten Fernseh- und Liveauftritte. 2004 übernahm sie die Hauptrolle der Aida in Elton Johns und Tim Rice’ gleichnamigem Musical in Essen. Außerdem veröffentlichte sie ein Album mit dem Titel In My Room. 2006 wurde sie Ensemble-Mitglied in der Musical-Revue Musical Hautnah. Wegen ihrer Schwangerschaft beendete sie dieses Engagement vorzeitig, ihre Tochter kam 2008 zur Welt. Von Januar bis Juli 2009 spielte Lefeber die Rolle der Dionne im Musical Hair. Im April 2009 erschien die Single Two Mothers.
Neben diversen Auftritten u. a. bei Classics unter Sternen in Zwickau und Chemnitz sowie Sounds of Hollywood in verschiedenen Städten, beides zusammen mit der Vogtland-Philharmonie, spielte sie von 2011 bis 2012 erneut im Musical Aida die Titelrolle im Theater Chemnitz sowie in Queen – Another Kind of Magic am Staatstheater Kassel. 2012 stand sie in wieder als Dionne im Musical Hair auf der Bühne. In der Spielzeit 2013/2014 spielte sie erneut in Chemnitz die Aida und wirkte außerdem in der Produktion disco in concert in Kassel mit.

## Musical
- Aida – Colosseum Theater Essen – (Rolle Aida) – 2004 bis Juli 2005
- Hair – Staatstheater Kassel – (Rolle Dionne) – Januar bis Juli 2009
- Aida – Theater Chemnitz – (Rolle Aida) – September 2011 bis Juni 2012
- Hair – Theater Meiningen und Eisenach – (Rolle Dionne) – 2012
- Aida – Theater Chemnitz – (Rolle Aida) – 2013/2014
- Hair – Saarländisches Staatstheater – (Rolle Dionne) – 2020/2021

## Diskografie

### Studioalben
| Jahr | Titel        | Höchstplatzierung, Gesamtwochen, AuszeichnungChartplatzierungen (Jahr, Titel, Platzierungen, Wochen, Auszeichnungen, Anmerkungen) | Höchstplatzierung, Gesamtwochen, AuszeichnungChartplatzierungen (Jahr, Titel, Platzierungen, Wochen, Auszeichnungen, Anmerkungen) | Höchstplatzierung, Gesamtwochen, AuszeichnungChartplatzierungen (Jahr, Titel, Platzierungen, Wochen, Auszeichnungen, Anmerkungen) | Anmerkungen                            |
| Jahr | Titel        | DE | AT | CH | Anmerkungen                            |
| ---- | ------------ | --- | --- | --- | -------------------------------------- |
| 2003 | In My Dreams | DE17 (5 Wo.)DE | — | — | Erstveröffentlichung: 20. Oktober 2003 |
| 2004 | In My Room   | — | — | — | Erstveröffentlichung: 25. Oktober 2004 |

### Singles
Charterfolge

| Jahr | Titel Album                    | Höchstplatzierung, Gesamtwochen, AuszeichnungChartplatzierungen (Jahr, Titel, Album, Platzierungen, Wochen, Auszeichnungen, Anmerkungen) | Höchstplatzierung, Gesamtwochen, AuszeichnungChartplatzierungen (Jahr, Titel, Album, Platzierungen, Wochen, Auszeichnungen, Anmerkungen) | Höchstplatzierung, Gesamtwochen, AuszeichnungChartplatzierungen (Jahr, Titel, Album, Platzierungen, Wochen, Auszeichnungen, Anmerkungen) | Anmerkungen                             |
| Jahr | Titel Album                    | DE | AT | CH | Anmerkungen                             |
| ---- | ------------------------------ | --- | --- | --- | --------------------------------------- |
| 2003 | I Will Follow You In My Dreams | DE13 (10 Wo.)DE | — | CH61 (3 Wo.)CH | Erstveröffentlichung: 25. August 2003   |
| 2003 | Everybody Does In My Dreams    | DE70 (3 Wo.)DE | — | — | Erstveröffentlichung: 10. November 2003 |

Weitere Veröffentlichungen
- 2004: In My Room
- 2009: Two Mothers

### Sonderveröffentlichungen
Gastbeiträge
- 2017: Wir sind Freunde, Die leuchtende Banane und Das Kuschelkissenlied auf Kattas Welt von Markus Becker

Soundtracks
- Titelsong zum Hörspiel Elea Eluanda

## Deutschland sucht den Superstar
- Casting 1: I Will Always Love You (Whitney Houston), Un-Break My Heart (Toni Braxton)
- Casting 2: Killing Me Softly (Roberta Flack)
- 1. Top-30-Show: Un-Break My Heart (Toni Braxton), Platz 2 mit 22 % aller Anruferstimmen
- Mottoshow 1: One Moment in Time (Whitney Houston), Platz 1 mit 39,4 % aller Anruferstimmen
- Mottoshow 2: Think Twice (Céline Dion), Platz 1 mit 33,4 % aller Anruferstimmen